# L'Hôpital Henry Ford
 (novembre 2024).
Si vous disposez d'ouvrages ou d'articles de référence ou si vous connaissez des sites web de qualité traitant du thème abordé ici, merci de compléter l'article en donnant les références utiles à sa vérifiabilité et en les liant à la section « Notes et références ».
L'Hôpital Henry Ford – ou Le Lit qui vole – est un tableau réalisé par la peintre mexicaine Frida Kahlo en 1932. De format horizontal, cette peinture à l'huile exécutée sur du métal est un autoportrait représentant sa récente fausse couche à l'hôpital Henry-Ford de Détroit dans le Michigan aux États-Unis. La jeune femme s'y figure allongée nue et ensanglantée dans un lit qui semble en lévitation devant un horizon barré d'équipements industriels. De son ventre rayonnent des fils rouges pareils à des vaisseaux sanguins, ou à un cordon ombilical ; ils la lient à divers éléments de grande taille en suspension autour d'elle, parmi lesquels un escargot, un bassin osseux, une orchidée et un fœtus, sûrement celui qu'elle a perdu le 4 juillet. L'œuvre est conservée au musée Dolores-Olmedo de Mexico.